# 粟國島
26°34′56″N 127°13′36″E / 26.58222°N 127.22667°E
粟國島（日语：／ Aguni jima、琉球語：／ ）為琉球列島沖繩群島的島嶼，位於那霸市西北方約60公里，面積7.63平方公里，周長約12公里。島上以農業和漁業為主，全島屬於日本沖繩縣島尻郡粟國村。1999年拍攝的電影Nabbie's Love外景正是在粟國島上完成。島上有特產「粟國鹽」。
島的西側地勢較高，呈現向東側緩慢傾斜。西端的真鼻岬，為白色凝灰岩的懸崖絕壁。

## 交通
從沖繩島撘乘渡輪到粟國島約需2小時，搭乘琉球空中通勤的九人座小飛機約需20分鐘，飛機為了考量機體平衡，會依據乘客體重決定座位，甚至可能被分配到駕駛座旁邊的座位，成為日本境內唯一可以在飛行途中目睹駕駛室內狀況，以及駕駛與航管員通話內容的班機，受到航空愛好者的喜愛。

### 道路
- 沖繩縣道185號粟國港線
- 村道粟國環島縣

### 港口
- 粟國港

### 機場
- 粟國機場